# Indhav
Et indhav er et hav, der helt eller overvejende er omgivet af land til alle sider og som har begrænset vandcirkulation med oceanerne. Har indhavet forbindelse til andre have, er forbindelsen gennem smalle stræder eller sunde. Da der er begrænset vandcirkulation gennem sådanne, er sammensætningen af vandet i indhavene ofte anderledes end det vand, der findes i de omkringliggende have. Ordet anvendes ofte synonymt med bihav.
Eksempler på indhave er
- Adriaterhavet
- Det Azovske Hav
- Marmarahavet
- Middelhavet
- Den Persiske bugt
- Det Røde Hav
- Sortehavet
- Østersøen

| Geografi/geologi | Spire Denne artikel om geografi er en spire som bør udbygges. Du er velkommen til at hjælpe Wikipedia ved at udvide den. |